# Nipponomysis surugensis
Nipponomysis surugensis är en kräftdjursart som först beskrevs av Murano 1977.  Nipponomysis surugensis ingår i släktet Nipponomysis och familjen Mysidae. Inga underarter finns listade i Catalogue of Life.